# 萬卡斯區

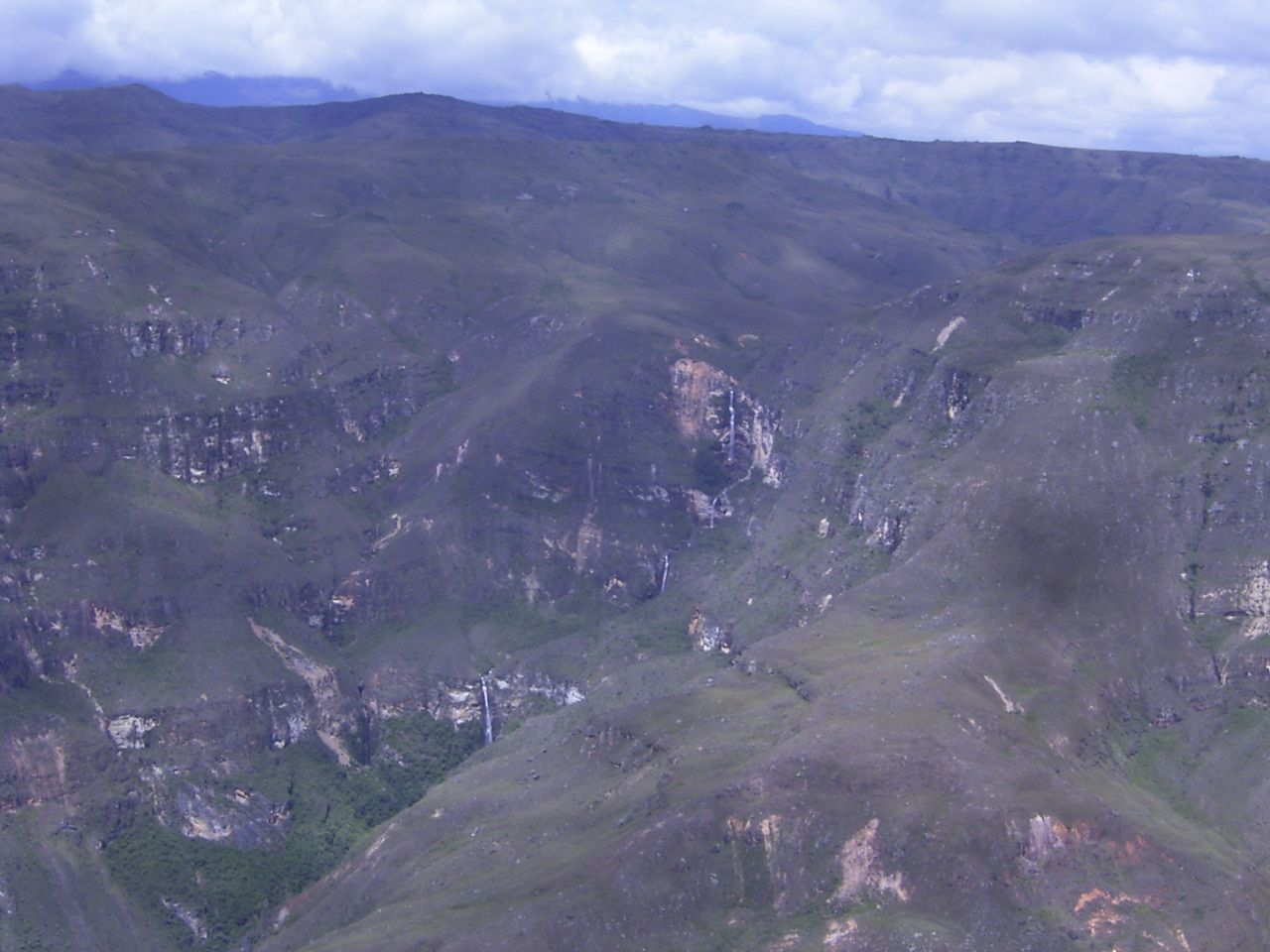

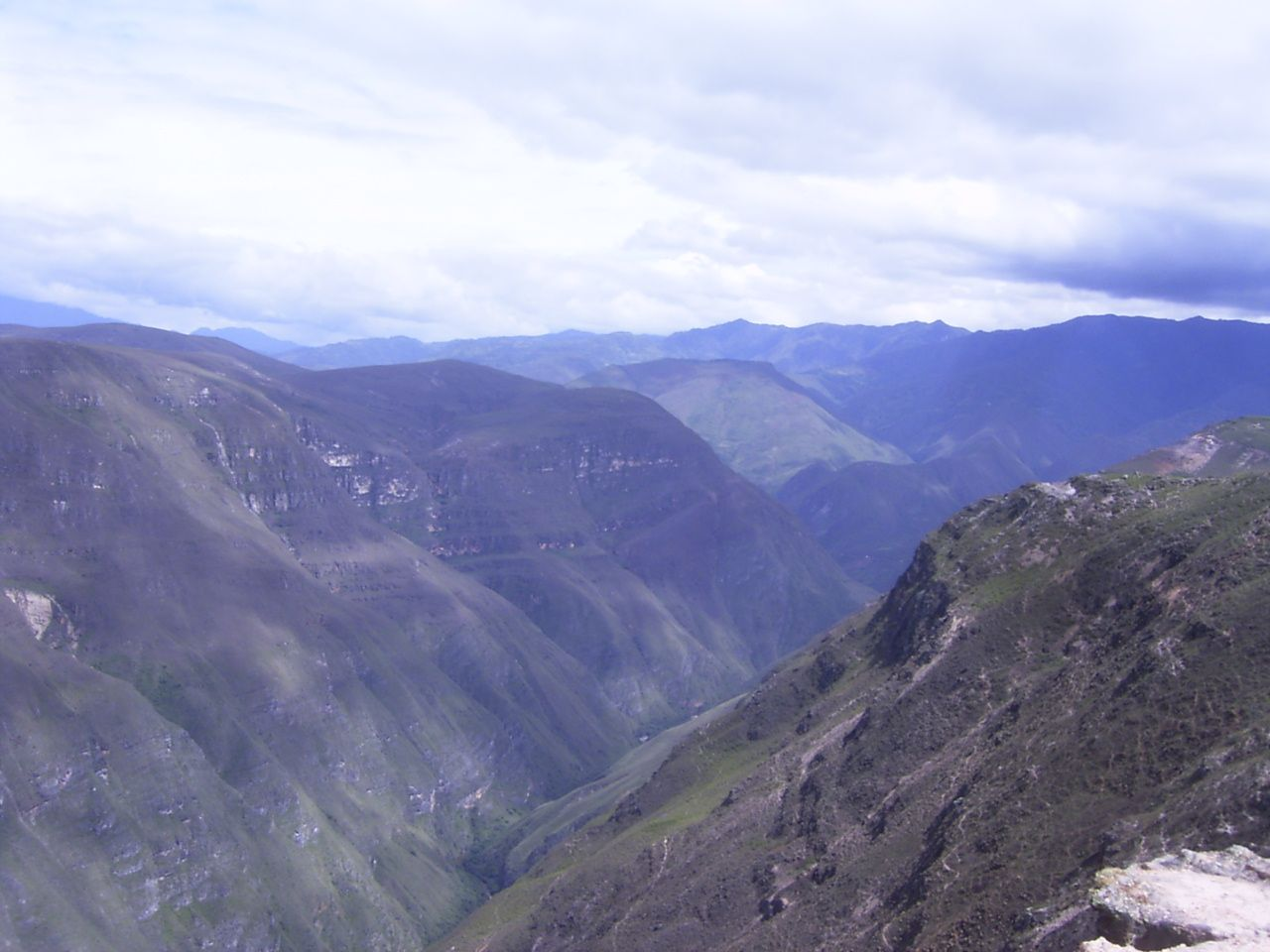

6°10′26″S 77°51′53″W / 6.17389°S 77.86472°W
萬卡斯區（西班牙語：Distrito de Huancas），是秘魯的一個區，位於該國北部亞馬遜大區的查查波亞斯省，始建於1861年2月5日，面積48.8平方公里，2005年人口805，人口密度每平方公里16.5人。